# Aphelochaeta glandaria
Aphelochaeta glandaria är en ringmaskart som beskrevs av Blake in Blake, Hilbig och Scott 1996. Aphelochaeta glandaria ingår i släktet Aphelochaeta och familjen Cirratulidae. Inga underarter finns listade i Catalogue of Life.